# Passato e presente. Rivista di storia contemporanea
(Gabriele Turi, «Passato e presente» trent'anni dopo, in «Passato e presente», 94, 2015, p. 104.)
Passato e presente è una rivista di storia contemporanea fondata a Firenze nel 1982 e tuttora in attività.
La rivista è inserita nell'elenco delle riviste scientifiche di "Fascia A" Anvur per i settori concorsuali di Storia medievale; Storia moderna; Storia contemporanea; Filosofia ed è accreditata ERIH Plus European Reference Index for the Humanities.
Con periodicità quadrimestrale, pubblica articoli sottoposti a processo di double blind peer review (fatta eccezione per alcune rubriche). Gli articoli pubblicati sono presenti nei principali registri di catalogazione.

## Il numero 1, il progetto
Periodico quadrimestrale edito da La Nuova Italia, il primo numero fu pubblicato nel gennaio 1982 con un Comitato di redazione composto da Aldo Agosti, Innocenzo Cervelli, Roberto Finzi, Gian Carlo Jocteau, Luisa Mangoni, Marco Palla, Gianpasquale Santomassimo e Simonetta Soldani, diretto da Franco Andreucci e Gabriele Turi. Segretari di redazione erano Nicola Benvenuti e Gianni Isola.
Il carattere del progetto culturale era esplicitato nell'Editoriale, firmato dai due direttori. Si intendeva creare una nuova rivista capace di «rispecchiare il dibattito storiografico, di discutere gli orientamenti della storiografia e, se possibile, di influenzarli». Nel panorama delle riviste accademiche di quelli anni, «Passato e presente» si distingueva anche per l'articolazione in rubriche. Non a caso, il primo numero si apriva con la rubrica "Discussioni", sul Mussolini di Renzo De Felice; seguivano le rubriche contenenti i "Saggi" (uno di Charles Tilly sulla storia sociale, l'altro di Innocenzo Cervelli su Bismarck), i profili di "Storici contemporanei" (il primo fu dedicato a E.H. Carr), quindi articoli per le rubriche "Mostre", "Mass media" e "Riviste". Chiudevano il numero tre raccolte di schede bibliografiche dedicate alla Rivoluzione francese, all'Unione sovietica e alla Questione meridionale.

## Il numero 100
Trentacinque anni dopo la fondazione, il numero 100 della rivista è stato pubblicato dalla casa editrice FrancoAngeli di Milano nel gennaio 2017 con una direzione composta da Gabriele Turi (direttore), Aldo Agosti e Francesca Tacchi (coordinatori), e da Roberto Bianchi, Bruno Bongiovanni, Giovanni Borgognone, Carolina Castellano, Massimo Cattaneo, Philip Cooke, Monica Galfré, Valeria Galimi, Giovanni Gozzini, Lutz Klinkhammer, Silvano Montaldo, Ilaria Porciani, Gianpasquale Santomassimo, Raffaella Sarti, Luciano Segreto, Simonetta Soldani. L'elenco dei corrispondenti include Marco Albertaro, Marco Bresciani, Massimo Faggioli, Paolo Fonzi, Maurizio Isabella, Lorenzo Kamel, Stefano Luconi, Alessio Petrizzo, Stefano Petrungaro, Andrea Rapini, Marcella Simoni, Christian Wicke, Francesca Zantedeschi, Gilda Zazzara.
Il fascicolo si apre col breve articolo redazionale E 100..., subito seguito da un ricordo dello storico Claudio Pavone (1920-2016). L'editoriale, firmato da Pietro Causarano, è sulla storia dei sindacati mentre per "Discussioni" si propone un confronto su Culture visuali e forme di partecipazione nel lungo '800 europeo. Seguono le rubriche "Interventi", "Storici e storia" (Christopher A. Bayly. Dalla storia dell'Impero alla world history) e "Mass media" con un contributo su La storia formattata. Wikipedia tra creazione, uso e consumo. Sul tema "Usi e abusi della storia" viene esaminata La Grande Guerra e il diario di Mussolini, e per "Fonti" il carteggio Garosci-Montanelli. Chiudono il volume due ampie "Recensioni" e una raccolta di "Schede" bibliografiche sulla Grande Guerra in Italia.

## L'Associazione Amici di «Passato e presente» (Apep)
Il 15 settembre 2015, con un'assemblea tenutasi presso il Dipartimento Sagas (Storia, Archeologia, Geografia, Arte e Spettacolo) dell'Università degli Studi di Firenze, si è costituita l'Associazione Amici di «Passato e presente» (Apep), presieduta da Simonetta Soldani. L'associazione intende costruire una rete di sostegno alla rivista organizzando incontri seminari e giornate di studio.